# Федуличев, Павел Анисимович
Павел Анисимович Федуличев (15 апреля 1936, Вологодская область — 30 октября 2021, Симферополь) — советский партийный деятель, 2-й секретарь Крымского областного комитета КПУ.

## Биография
Окончил Рижское авиационное училище, Киевский институт гражданской авиации, Академию общественных наук при ЦК КПСС в Москве. После окончания авиационного училища работал специалистом по радиолокационной посадке самолетов в Симферопольском аэропорту. Избирался секретарем комитета комсомола Симферопольского аэропорта. Член КПСС с 1959 года. В 1960 — 1962 годах — 1-й секретарь Симферопольского городского комитета комсомола (ЛКСМУ).
С 1962 года — заместитель начальника Симферопольского аэропорта. Затем на партийной и советской работе: 1-й секретарь Киевского районного комитета КПУ города Симферополя; заведующий отделом административных органов Крымского областного комитета КПУ; инспектор ЦК КПУ.  До декабря 1988 года — 1-й заместитель председателя исполнительного комитета Крымского областного совета народных депутатов. 14 декабря 1988 — 27 октября 1990 года — 2-й секретарь Крымского областного комитета КПУ. Отвечал за работу финансово-экономического, курортно-оздоровительного комплексов Крымской области, координировал деятельность правоохранительных органов, транспортных, торговых организаций, подбор и обучение кадров.
До выхода на пенсию последние девять лет работал директором учебного центра, заместителем директора службы занятости Автономной Республики Крым. Возглавлял комиссию при Совете министров Крыма по выдаче кредитов для создания дополнительных рабочих мест. Трудовой стаж - 47 лет, в том числе 31 год в Крыму.
Умер 30 октября 2021 года в Симферополе вследствие сердечно-легочной недостаточности.

## Звания
- полковник военно-воздушных сил

## Награды
- орден Трудового Красного Знамени
- орден «Знак Почета»
- медаль "За доблестный труд" Республики Крым[2]
- заслуженный работник образования Украины (1996)